# Cerro El Veladero
Cerro El Veladero är ett berg i Mexiko.   Det ligger i kommunen Coyuca de Benítez och delstaten Guerrero, i den södra delen av landet, 290 km söder om huvudstaden Mexico City. Toppen på Cerro El Veladero är 918 meter över havet, eller 632 meter över den omgivande terrängen. Bredden vid basen är 14,6 kilometer.
Terrängen runt Cerro El Veladero är huvudsakligen kuperad. Cerro El Veladero är den högsta punkten i trakten. Runt Cerro El Veladero är det tätbefolkat, med 397 invånare per kvadratkilometer. Närmaste större samhälle är Acapulco, 5,4 km söder om Cerro El Veladero. Runt Cerro El Veladero är det i huvudsak tätbebyggt.